# A1-es autópálya (Lengyelország)
Az A1-es autópálya (lengyelül: Autostrada A1) vagy Borostyán autópálya (lengyelül: Autostrada Bursztynowa) Lengyelország észak-dél kiterjedésű autópályája Gdańskban kezdődik, déli irányban halad, amíg el nem éri Toruńt ezután keresztezi az A2-es autópályát, amely Lengyelország nyugat-keleti irányú autópályája. A kereszteződés után eléri Łódźot Lengyelország 2. legnagyobb városát. A táj dél felé egyre jobban emelkedik. Łódź után éri el az autópálya Lengyelország legnagyobb ipari körzetét Sziléziát, ahol Katowice közelében keresztezi az A4-es autópályát. Az autópálya végül a cseh határhoz ér, ahol az út D1-es autópálya néven folytatja az útját Csehország, Brno és Prága felé.

## Iránya
Észak-dél
Gdańsk – Grudziądz – Toruń – Łódź – Częstochowa – Katowice – Gorzyczki –  Csehország